# Arquidiocese de Mandalay
A Arquidiocese de Mandalay (Archidiœcesis Mandalayensis) é uma circunscrição eclesiástica da Igreja Católica situada em Mandalay, Mianmar. Seu atual arcebispo é Marco Tin Win. Sua Sé é a Catedral do Sagrado Coração de Mandalay.
Possui 35 paróquias servidas por 92 padres, abrangendo uma população de 9 666 650 habitantes, com 0,2% da dessa população jurisdicionada batizada (22 321 católicos).

## História
O vicariato apostólico da Birmânia Central foi erigido em 27 de novembro de 1866 com o breve Summum ecclesiæ do Papa Pio IX, após a divisão do Vicariato Apostólico da Birmânia (hoje Arquidiocese de Yangon). A missão de evangelizar o território foi confiada aos missionários franceses da Sociedade para as Missões Estrangeiras de Paris.
Em 19 de julho de 1870, como resultado do breve "Quod Catholici nominis" do Papa Pio IX, o vicariato apostólico da Birmânia Central assumiu o nome de vicariato apostólico do Norte da Birmânia.
Em 5 de janeiro de 1939 cedeu parte de seu território em proveito da ereção da prefeitura apostólica de Bhamo (hoje diocese de Myitkyina) e ao mesmo tempo assumiu o nome de o vicariato apostólico de Mandalay.
Em 1 de janeiro de 1955, o vicariato apostólico foi elevado à categoria de arquidiocese metropolitana com a bula Dum alterna de Papa Pio XII.
Em 21 de novembro de 1992, cedeu outra porção de seu território em favor da criação da diocese de Hakha.

## Prelados
| #                        | Nome                                             | Período    | Notas                  |
| Arcebispos               | Arcebispos                                       | Arcebispos | Arcebispos             |
| ------------------------ | ------------------------------------------------ | ---------- | ---------------------- |
| 7º                       | Marco Tin Win                                    | 2019-      | Atual                  |
| 6º                       | Nicholas Mang Thang                              | 2014-2019  |                        |
| 5º                       | Paul Zingtung Grawng †                           | 2003-2014  |                        |
| 4º                       | Alphonse U Than Aung †                           | 1978-2002  |                        |
| 3º                       | Aloysius Moses U Ba Khim †                       | 1965-1978  |                        |
| 2º                       | John Joseph U Win †                              | 1959-1965  |                        |
| 1º                       | Albert-Pierre Falière, M.E.P. †                  | 1955-1959  |                        |
| Arcebispo coadjutor      |                                                  |            |                        |
|                          | Nicholas Mang Thang                              | 2011-2014  |                        |
| Bispos                   |                                                  |            |                        |
| 5º                       | Albert-Pierre Falière, M.E.P. †                  | 1930-1955  |                        |
| 4º                       | Marie-Eugène-Auguste-Charles Foulquier, M.E.P. † | 1906-1929  |                        |
| 3º                       | Antoine-Marie-Joseph Usse, M.E.P. †              | 1893-1900  |                        |
| 2º                       | Pierre-Ferdinand-Adrien Simon, M.E.P. †          | 1888-1893  |                        |
| 1º                       | Charles Arsène Bourdon, M.E.P. †                 | 1872-1887  |                        |
| Bispo auxiliar           |                                                  |            |                        |
|                          | Nicholas Mang Thang                              | 1988-1992  | Nomeado Bispo de Hakha |
|                          | Alphonse U Than Aung                             | 1975-1978  | Elevado a Arcebispo    |
|                          | John Joseph U Win                                | 1954-1959  | Elevado a Arcebispo    |
| Administrador apostólico |                                                  |            |                        |
|                          | Charles Maung Bo, S.D.B.                         | 2002-2003  |                        |